# توني تريبولي
طوني تريبولي (بالإنجليزية: Tony Tripoli)‏ هو مذيع وممثل وناشط في مجال حقوق المثليين أمريكي ولد في (2 ديسمبر 1969 في فينيكس، أريزونا - الولايات المتحدة الأمريكية) ويعيش في لوس أنجلوس.

## حياته المهنية
ظهر تريبولي في عدد من البرامج التلفزيونية منها دار الأزياء ورجلان ونصف، كما أن تريبولي هو رئيس التحرير لبرنامج شرطة الأزياء على قناة E!.

يناقش تريبولي عددًا من المواضيع المختلفة في ستاند آب له  تنطلق من الجنس والتي تعود إلى ثقافته الأسرية والشعبية.

## العائلة
لدى تريبولي شقيقة صغرى، وشقيقٌ عازب أصغر أعلن أنه مثلي الجنس.

## روابط خارجية
- توني تريبولي على موقع IMDb (الإنجليزية)
- توني تريبولي على موقع قاعدة بيانات الفيلم (الإنجليزية)

- الموقع الرسمي لتوني تريبولي

```
علي موقع 
تويتر
```

- صفحة توني تريبولي على IMDb